# Brouwerij Marckensteijn
Brouwerij Marckensteijn is een Nederlandse brouwerij te Groede in de provincie Zeeland.

## Geschiedenis
De brouwerij werd oorspronkelijk door Ronny Clijncke als cafébrouwerij opgericht onder de naam Brouwerij Drie Koningen en had een kleine brouwinstallatie van 20 liter. In 2007 werd een microbrouwerij van Brauhaus Austria, met een capaciteit van 300 liter geïnstalleerd. De grotere hoeveelheden werden echter gebrouwen bij de Belgische Brouwerij Strubbe te Ichtegem. De drie bieren van de brouwerij kregen de toepasselijke namen Caspar, Melchior en Balthasar. 
In oktober 2011 werden de brouwactiviteiten gestopt en in mei 2012 werd de brouwerij overgenomen door Stijn Jordans en Marc Menue en de brouwerij werd omgedoopt naar de huidige naam. De bieren worden niet enkel meer in het café te koop aangeboden maar worden verdeeld op meerdere plaatsen.

## Bieren

### Vast assortiment
- Marckensteijn nr.1, blond, 6,5%
- Marckensteijn nr.2, roodbruin, 6,5%
- Marckensteijn nr.3, tripel, 7,5%
- Marckensteijn nr.4, amber, 6%
- Marckensteijn nr.10, pils, 5%

### Seizoensbieren
- Christale, kerstbier, 8%
- Bock Spring, lentebok
- Quadruple, quadrupel, 8,5%

## Fotogalerij

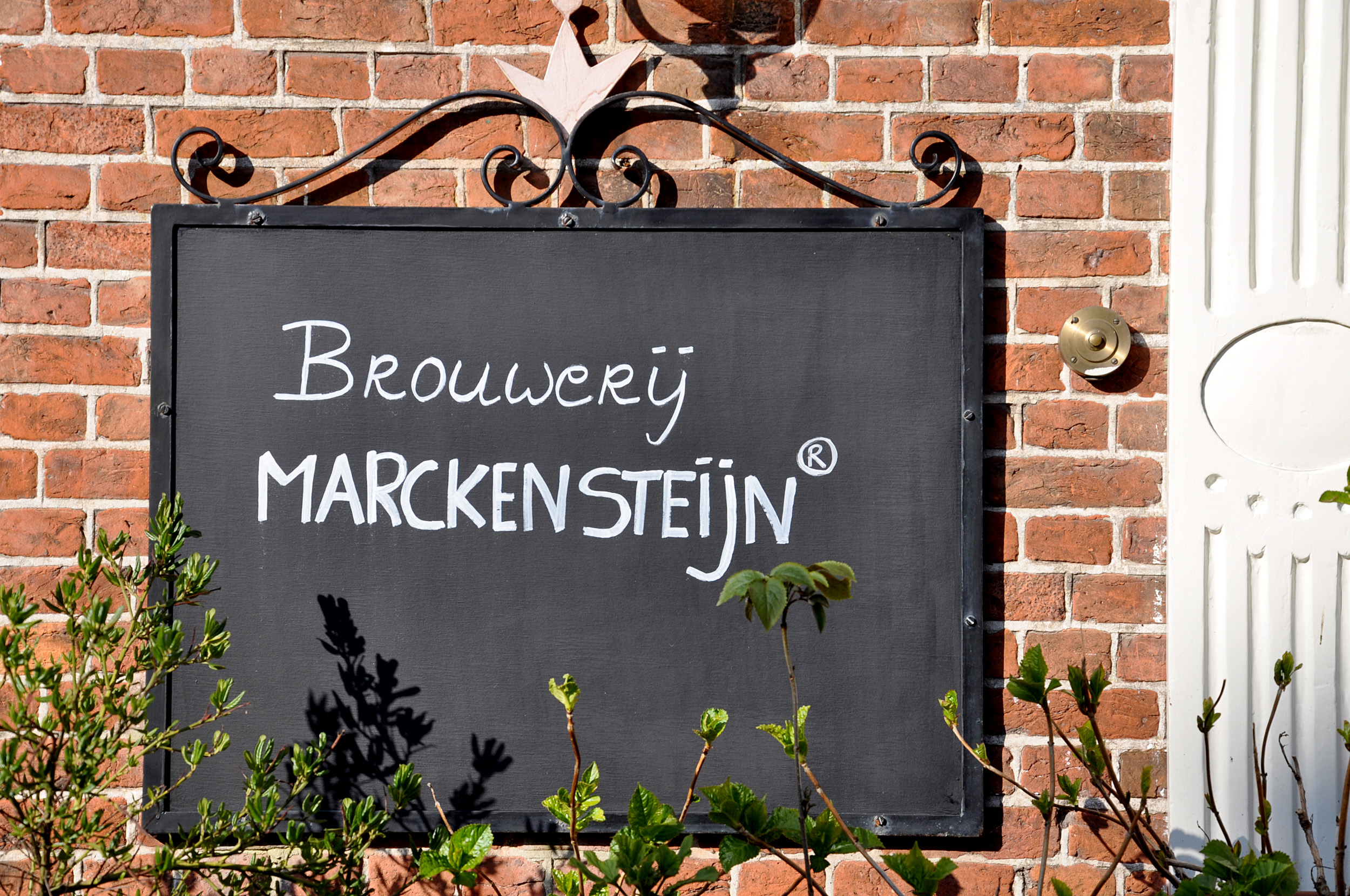
Brouwerij Marckensteijn
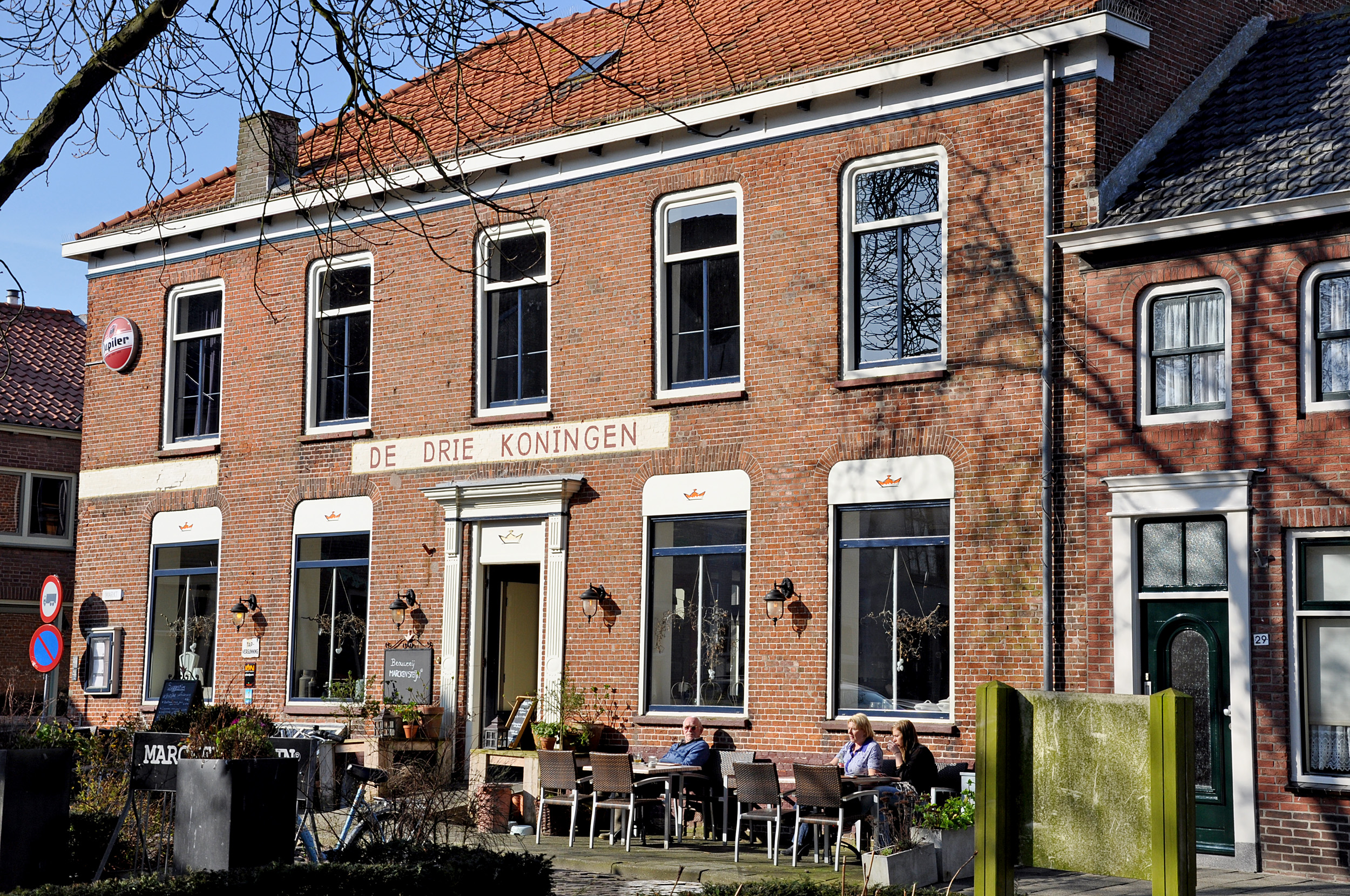
Buitenzicht De Drie Koningen
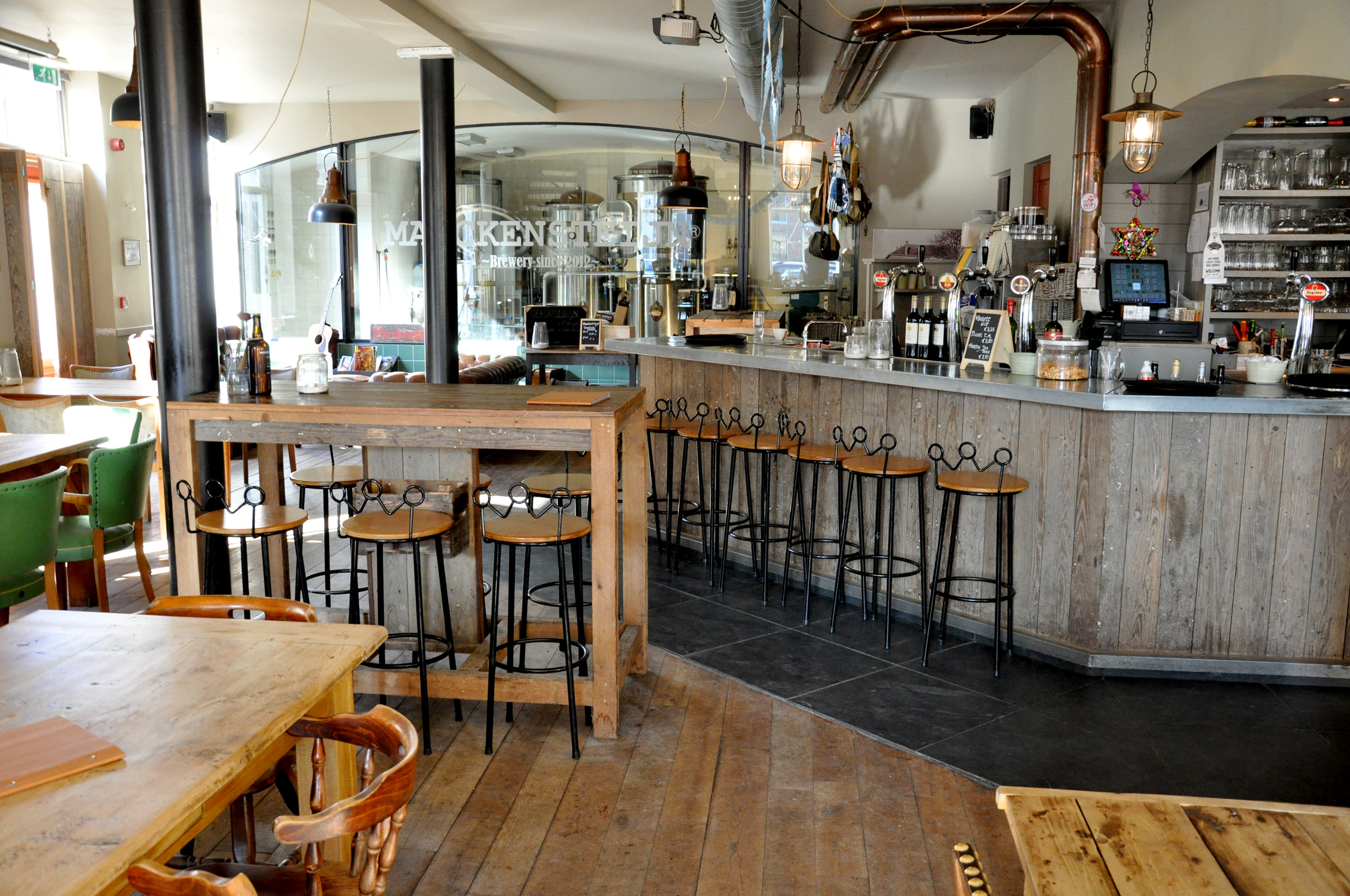
Interieur
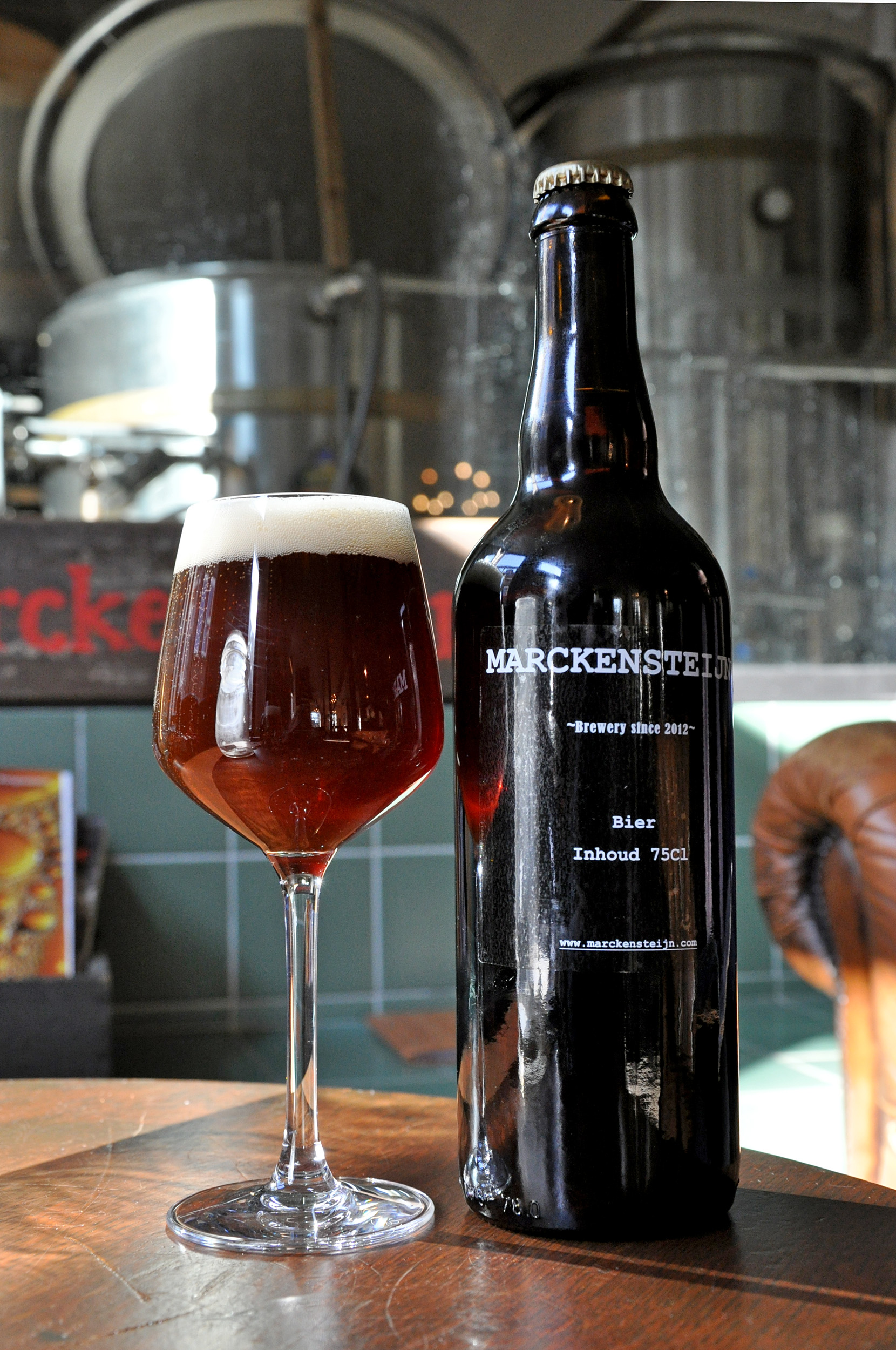
Bier Marckensteijn nr.2